# Boeing AH-64 Apache
AH-64 Apache je jurišni helikopter kojeg je razvila američka tvrtka Hughes, koja je sada dio tvrtke Boeing. AH-64 Apache, nastao je iz službenog zahtjeva Američke vojske (United States Army) za novim borbenim helikopterom koji je bio objavljen 1972. Prvi prototip poletio je 1975., dok su prvi primjerci sišli s proizvodne linije 1983.
AH-64 pokreću dva General Electric T700 turbo-osovinska motora. Posada sjedi u tandemu, jedan iza drugoga, s tim da je kopilotovo mjesto izdignuto radi bolje preglednosti. AH-64 je naoružan s 30 mm M230 mitraljezom i nosačima za kombinaciju raketa AGM-114 Hellfire i Hydra70.

## Razvoj
Početak razvoja i uspjeh Apachea u mnogo čemu može se zahvaliti neuspjehu projekta AH-56 Cheyenne, čije su inovativne ideje u znatnoj mjeri iskorištene u razvoju AH-64 Apache. Stvoren je kao odgovor na natječaj američke vojske za razvoj naprednog jurišnog helikoptera (AAH) koji je trajao od 1973. do 1976. Taj program stvoren je radi stvaranja jurišnog protuoklopnog helikoptera sposobnog za borbeno djelovanje danju, noću te u otežanim vremenskim uvjetima, s naglaskom na mogućnost djelovanja helikoptera s prvih borbenih linija i nepripremljenih površina. Program je počet ubrzo nakon ukidanja programa AH-56 Cheyenne koji se pokazao kao vrlo skup, s nedovoljnim manevarskim sposobnostima za letenje na ekstremno malim visinama (AH-56 zamišljen je kao visokosofisticirana platforma za nošenje navođenih projektila, pri čemu se nije pridavala tolika važnost pokretljivosti i samozaštiti kao što je bio slučaj u AAH programu), a i planirana oprema helikoptera bila je ispred svoga vremena.
AAH projekt zasnivao se ponajprije na iskustvu stečenom u Vijetnamu, koja su pokazivala da bi helikopter poput Cheyenna doživio neuspjeh ili u najboljem slučaju ne bi opravdao tolika ulaganja. Osnovne spoznaje uočene u vijetnamskom sukobu bile su da helikopter mora biti što većih manevarskih sposobnosti kako bi mogao letjeti prateći konfiguraciju terena zbog izbjegavanja sve rastuće opasnosti protuzrakoplovnog naoružanja, što je povlačilo za sobom i visoki stupanj aktivne i pasivne zaštite helikoptera. Helikopter mora biti što je više moguće neovisan za djelovanje od drugih jedinica, kako bi u što kraćem vremenu i sa što kraćim zadržavanjem iznad neprijateljskog područja napao te se neprimijetan udaljio. U uži izbor helikoptera koji su ispunjavali AAH zahtjeve našli su se Bellov Model 409 koji je po ulasku u natječaj dobio oznaku YAH-63A, te Hughesov Model 77 koji je označen s YAH-64A.
Projekt YAH-63 se po mnogo čemu zasnivao na uspješnom konceptu AH-1 Cobra zadržavši koncepciju dvokrakog rotora, vrlo sličnu repnu kupu ali i veći dio sustava. Bell je pristupio malo neobičnom rješenju smještaja posade, smjestivši pilota u prednju kabinu, dok je operater oružanih sustava (OOS) smješten u zadnju tandem postavljenu kabinu. Razlog te koncepcije temelji se na shvaćanjima da će pilot iz prednje kabine zbog zahtjeva za letenjem na ekstremno malim visinama tako imati bolju preglednost koja po tome nije potrebna OOS-u, koji ionako ciljanje obavlja pomoću optičkih uređaja. Za pogon YAH-63 odabrani su kao i za YAH-64 dva turbovratilna motora General Electric T700-GE-700 koji su na Bellovom modelu bili smješteni u aerodinamički oblikovanim kućištima na gornjoj strani trupa. Kao i na YAH-64, i na YAH-63 primijenjeno je podvozje s kotačima, ali s tom razlikom da se Bell odlučio za tip tricikl, što se poslije pokazalo kao negativno rješenje.
S druge pak strane, Hughesov YAH-64 zadržao je koncepciju smještaja posade kao i u slučaju Cobre (pilot u zadnjoj a OOS u prednjoj kabini) pri čemu je prostor obje kabine znatno povećan u odnosu na AH-1. Kao stajni trap odabrana je koncepcija s repnim kotačem, a glavni stajni trap dobio je karakterističan izgled velike zakošenosti u natrag.
Smještaj motora u međusobno jako razmaknutim gondolama na YAH-64, nije u početku nailazio na odobravanje zbog narušavanja čistoće aerodinamičkih linija, ali projektanti su ipak više bili zabrinuti zbog toga što su motori međusobno toliko udaljeni zbog sve više rastuće prijetnje protuzrakoplovnih toplinskih navođenih projektila, jer u slučaju pogotka jednog od motora, drugi motor je dovoljno udaljen da će vrlo vjerojatno bez oštećenja vratiti helikopter u matičnu bazu, a što je i potvrđeno u akcijama koje su slijedile. Pored toga, na prvim prototipovima YAH-64 nisu bili ugrađeni optički senzori u nosu helikoptera zbog čega je nos helikoptera imao aerdinamički zaobljeno kućište, vodoravni repni stabilizator bio je "T" oblika, a bitna razlika u odnosu na serijske primjerke bila je i znatno kraća osovina nosećeg rotora (nije bilo niti karakterističnog jarbola iznad glavčine rotora u koji su kasnije stavljeni pitostatički senzori).
Prvi prototipovi oba suparnika poletjeli su unutar vrlo kratkog vremenskog razmaka, a prvi let obavio je YAH-64A (prototip oznake AV-02) 30. rujna 1975. s trajanjem leta od 38 minuta. Već sljedećeg dana, u zrak se vinuo i Bellov prototip YAH-63A s trajanjem leta od 24 minute, što dodatno govori o tijesnom suparništvu dvoje suparnika. Nakon niza probnih letova te nekih manjih modifikacija u cilju ispunjenja zahtjeva američke vojske, i Bell i Hughes predali su svoje prototipove u svibnju 1976. na procjenu američkoj vojsci u poznatu Edwards zrakoplovnu bazu. Jedan od pokusnih pilota na AH-64 bio je pokusni pilot, brigadir Robert L. Stuart kasnije poznat kao prvi astronaut koji je bez sigurnosnih veza prošetao svemirom iz Space Shuttlea.

U relativno kratkom vremenu, a na osnovi opsežnih ispitivanja ali i zasigurno manjih političkih utjecaja, američka vojska proglasila je 10. prosinca 1976. Hughesov YAH-64A pobjednikom AAH natječaja, kojem je odmah i predan zahtjev za početak razvojnog programa za uvođenje u operativno naoružanje s početkom već sljedeće godine.

### Konačni izgled
Nakon što je tvrtka Hughes dobila potvrdu da je njezin projekt pobijedio, odmah se pristupilo poboljšanju osnovne inačice YAH-64A, jer poduzimanje takvih skupih koraka prije pobjede značilo bi veliki financijski rizik. Program unapređenja prototipova prešao je u drugu fazu koja će na kraju i dati oblik Apacheu kakav znamo i danas. Znatnije preinake odnosile su se na sustav nosećeg rotora, a što se očitovalo kroz produljenje visine vratila rotora za 39,5 cm, jer prve specifikacije zahtijevale su da se trup helikoptera mora prevoziti u transportnom avionu C-141. Razlog povećanja bilo je udaranje lopatica nosećeg rotora u repnu kupu kada su negativna opterećenja dosezala - 0.5 g. Ubrzo je i potvrđena opravdanost kasnijeg povećanja visine rotora kada je zbog nepažnje prilikom ispitivanja, helikopter snažno udario repnim kotačem u tlo zbog čega je došlo do pucanja repne gume, a da pri tome lopatice rotora nisu niti u jednom trenutku dodirnule trup helikoptera. To nije bio jedini problem sa sustavom nosećeg rotora, jer se prilikom ispitivanja pokazala zabrinjavajuća razina vibracija lopatica rotora na velikim brzinama. Problem je riješen postavljanjem lopatica sa zakošenim vrhovima unatrag, što je osim znatnog smanjenja vibracija dovelo i do smanjenja buke rotora te povećanja maksimalne letne brzine. Pomalo neobično rješenje koje je pridonijelo smanjenju vibracija uzrokovane lupanjem lopatica rotora bilo je postavljanje blago zaobljenih bočnih stakala na pilotskoj kabini, čiji je dizajn davao minimalnu rafleksiju odbljeska svjetla, što je inače veliki nedostatak zaobljenih stakala.
Tijekom ispitivanja prototipova uočene su nezadovoljavajuće letne karakteristike helikoptera prilikom leta na maloj visini. Helikopter je imao izraženu tendeciju podizanja nosa prilikom leta na maloj visini i s malom brzinom. To podizanje nosa znatno je smanjivalo prijeko potrebnu vidljivost OOS-a baš u trenucima kada je rukovao naoružanjem, a pilotu otežalo upravljanje helikopterom. Rješenje problema je u preinaci repnog vodoravnog stabilizatora, pri čemu je napušten koncept fiksnog "T" stabilizatora smještenog na vrhu okomitog stabilizatora, a umjesto njega se ugradio pomični stabilizator koji je smješten u korijen okomitog stabilizatora (čija je visina istovremeno povećana za dodatnih 7,62 cm). Da bi se osigurala bolja stabilnost i upravljivost helikoptera po pravcu tijekom leta na malim brzinama, povećan je i promjer repnog rotora za čak 25,4 cm.

## Opis

### Letne karateristike
Apache je u odnosu na prijašnje helikoptere označio veliki skok u pogledu povećanja manevarskih sposobnosti i letnih performansi, što je ponajprije bilo uvjetovano zahtjevima novog bojišta koje su od helikoptera zahtijevale nagle promjene položaja i brzine leta s primarnim ciljem letenja na ekstremno malim visinama.
Prototip YAH-64 ispunio je sve zahtjeve iz AAH programa, sve osim maksimalne brzine leta koja je iznosila 362 km/h od traženih 377 km/h, a 1981. i ta je brzina u poniranju premašena s 386 km/h. Brzina penjanja prototipova čak je udvostručena u odnosu na zahtjevane vrijednosti s ostvarenih 244 m/min, a tijekom leta postignuta su opterećenja pri maksimalnoj težini od +3.5g i -0.5g gdje je većina helikoptera tog doba imala ograničenja od +2g. Velika snaga motora i dopuštena visoka opterećenja omogućuju Apacheu nagla ubrzanja i nagle promjene smjera neophode za izbjegavanje neprijateljskog djelovanja ili iskakanja iz zaklona, a brzina promjena po nagibu od gotovo 100°/sec čini ga bliže borbenom avionu po okretljivosti nego što to priliči helikopteru. Ipak, zahtjevi za velikom pokretljivošću vukli su svoj korijen iz još šturih saznanja o ruskom borbenom helikopteru o kojem se u tom trenutku znalo vrlo malo, pa se željela stvoriti sigurnost u veću manevarsku sposobnost od sovjetskog pandama u slučaju da se ta dva helikoptera sretnu u zraku. U taktičkim uvjetima borbe, AH-64 se tijekom ispitivanja zahvaljujući svojoj pokretljivosti i optičkim senzorima pokazao sposobnim letjeti na vrlo malim visinama s 222 km/h, prilikom praćenja konture terena s 150 km/h, a na ekstremno malim visinama (1-2 m) između prepreka s 93 km/h. Veliku zabrinutost predstavljala je upotreba topničkog i raketnog naoružanja na stabilnost helikoptera u zraku. I to je vrlo bro dokazano kao nepotrebna briga jer je Apache zadržao odličnu upravljivost i stabilnost i tijekom pucanja iz topničkog i raketnog naoružanja s nagibom od 90° ili pak tijekom vrlo strmog obrušavanja.

### Naoružanje
Osnovno naoružanje helikoptera AH-64A čine protuoklopni navođeni projektili AGM-114A Hellfire, koji smo prethodno kratko opisali, koji se smještaju na četiri potkrilne točke s maksimalnom nosivošću 16 projektila. Topničko naoružanje helikoptera jest ubojiti jednocijevni 30 mm M230E1 top smješten ispod nosa helikoptera s 1200 projektila i brzinom opaljenja od 600-650 opaljenja u minuti, a čije se osnovno usmjeravanje obavlja IHADSS-om (Integrated Helmet and Display Sight System) prikaznika na pilotskoj kacigi. Tijekom testiranja, pomoću ovog topa probijan je oklop debljine 50 mm na udaljenosti 2500 m, iako ima podataka da je tijekom akcije "Pustinjska oluja" nekoliko tenkova T-55 uništeno samo s topom. Za uništenje žive sile, lako oklopljenih vozila i utvrđenih mjesta rabe se nevođene rakete Hydra 70 (70 mm) kojih Apache ukupno može ponijeti do 76 komada. 
Prethodno navedeno topničko naoružanje i rakete predstavljaju osnovno naoružanje AH-64A koje je naknadno nadopunjeno i vođenim projektilom AGM-65 Maverick koji je isprobavan 1990. na AH-1W. Ne treba zaboraviti da je od početka Apache zamišljen kao suparnik ruskom Mi-24 pa je shodno tome razvijana i njegova mogućnost borbenog djelovanja zrak-zrak. Pouzdana i isprobana raketa AIM-9 Sidewinder u svojoj "L" inačici isprobana je 1988. s AH-64. Prilikom ispaljivanja, Sidewinder se odbacuje s nosača prije uključenja raketnog motora zbog čega je neprikladna za djelovanje na maloj visini od tla. Unatoč tim ograničenjima, AIM-9L zadržana je kao potencijalno naoružanje Apachea. Protuzrakoplovna raketa koja ispunjava zahtjeve američke vojske jest FIM-92 Stinger gdje je moguć smještaj 4 projektila na vrhovima krila, a jedna od važnijih odlika jest četverostruko manja težina bojne glave u odnosu na Sidewinder i ispaljivanje iz kontejnera za rakete.

### Zaštita
Jedna od prevaga u korist AH-64 u odnosu na Bellovog suparnika bila je i nedovoljna razina otpornosti YAH-63 za uvjete moderne bojišnice. Tako je Apache radi povećanja otpornosti bio pomalo estetski žrtvovan (poput smještaja motora, smještaj avionike u bočnim kutijastim spremnicima koji u donekle štite posadu od pogodaka iz donje polusfere, oblik stajnog trapa radi bolje apsorbcije udara), ali će se u kasnijim sukobima pokazati da Apache podnosi mnogo udaraca, i da će svoju posadu sigurno vratiti. 
Sjedala oba člana posade obložena su oklopom od kevlara koji uz istu razinu zaštite kao i klasična metalna nudi znatnu uštedu u težini. Kabine posada pregrađene su zaštitnom oklopnom pregradom koja osigurava da požar ili eksplozije granate u jednoj kabini ne osposobi i drugog člana posade, a pored toga strukturalno ojačava kabinu za slučaj prevrtanja helikoptera. Sjedala su tako integrirana u kabinu da pružaju, zajedno sa stajnim trapom, zaštitu posade pri udarima od 37g tj. udaru pri okomitoj brzini od 12,8 m/s. Motori osim svoje velike međusobne udaljenosti i već prethodno dokazane pouzdanosti (koristili su se već na SH-60B Seahawk) pridonose otpornosti helikoptera svojim sustavom podmazivanja, jer i u slučaju da iscuri cjelokupna količina ulja, motori mogu bez podmazivanja raditi još 30 minuta. Već na prvim serijskim inačicama AH-64, ugrađivani su prigušnici temperature ispušnih plinova motora nazvanim Black Hole koji su u odnosu na prve primjerke prigušnika zbog materijala izrade i načina rada oslobodili 50 KS snage motora, što omogućuje nošenje 181 kg tereta više. Ne treba posebno govoriti da je helikopter opremljen samozaptivajućim gorivnim tankovima kao i oklopnom zaštitom svih vitalnih sustava od kojih je većina duplicirana, ali treba navesti da zaštita nije samo u postavljanju dovoljno debelog oklopa.

Na AH-64 smanjenju buke pored zavinutih vrhova krakova nosećeg rotora pridonosi i "X" oblik repnog rotora koji minimalizira lupanje lopatica repnog rotora.

## Inačice

### AH-64A
Osnovna inačica pokretana s dva GE T700 motora. Naoružana s 30 mm M230 topom kojim se upravlja pomoću kacige ciljača te kombinacijom AGM-114 Hellfire protu-tenkovskih raketa, Hydra 70 nevođenih raketnih zrna i AIM-92 Stinger za samoobranu u borbi zrak-zrak.

### AH-64B
Sredinom osamdestetih godina, McDonnell Douglas razvijao je studiju za stvaranje unaprijeđenog Apachea prvobitno označenog kao Apache Plus, da bi naknadno dobio neslužbenu oznaku AH-64B. Osnovna poboljšanja očitovala su se preko modificirane pilotske kabine, novog sustava upravljanja naoružanjem, opremanja raketom zrak-zrak Stinger, preinačenog topa kao i ugradnje videokamere u vrh okomitog stabilizatora. Najbliži korak ostvarenju tog cilja bio je 1991. zahvaljujući uočenim nedostatcima za vrijeme operacije Pustinjska oluja. Bila je planirana modifikacija 254 Apachea na B inačicu, a bili bi dodatno opremljeni novim komunikacijskim sustavima, novim lopaticama rotora, GPS-om kao i unaprijeđenim navigacijskim sustavom, te sustavom za upravljanje vatrom.

### AH-64C
Inačica AH-64C koja je po poboljšanjima gotovo ista kao nova AH-64D inačica, osim što nije bila opremljena Longbow radarom te novim motorima T700-GE-701C. Od C inačice odustalo se već 1993. jer je u planu bilo ulaganje u noviju inačicu koja će posjedovati revolucionaran novi radarski sustav kao i poboljšani cjelokupan sustav Apachea.

### AH-64G
Vrlo sličan paket opreme i poboljšanja bio je ponuđen u G inačici koja je bila namijenjena njemačkom zrakoplovstvu, koje je tada bilo u potrazi za protuoklopnim helikopterom (danas tu funkciju upotpunjava Eurocopter Tiger).

## Operativna uporaba

### Uvođenje u službu
Početkom 80-ih godina, zapadni svijet bio je zgranut superiornošću sovjetskih oklopnih snaga na europskoj sceni, a dodatnu zabrinutost pojačale su u rujnu 1981. prve fotografije sovjetskog helikoptera Mi-24 prilikom borbenog djelovanja u Afganistanu kao i njegove prve operativno-tehničke karakteristike. Sve to uzrokovalo je požurivanje uvođenja AH-64 u operativne postrojbe, jer je u to vrijeme Apache nailazio na sve više neprijatelja u vrhu zbog svoje vrtoglave cijene. Američka vojska je u početku naime planirala izdvojiti 1.6 mil.$ po helikopteru, a pojedini AH-64 je 1982. s troškovima razvoja iznosio čak 14 mil.$. Napeto i inferiorno stanje zapadnih sila u Europi spasilo je AH-64 od eventualnog ukidanja, jer vremena za razvoj novog helikoptera nije bilo. Osam godina nakon svog prvog leta, tj. 30. rujna 1983. prvi primjerak AH-64 i službeno nazvanog Apache (tradicija imenovanja helikoptera po Američkim indijanskim plemenima) predan je američkoj vojsci koja je za prvu narudžbu postavila brojku od 48 primjeraka koja je ubrzo narasla na 536. I američki marinci su od samog početka izrazili želju za nabavom AH-64, ali zbog ograničenih financijskih sredstava, on nikada nije ušao u nijihovo naoružanje. Već 1984. tvrtka Hughes odlučuje prodati svih 100% svojih dionica tvrtki McDonnell Douglas za pristojnu svotu od 470 000 000 dolara, čime se nadalje AH-64 deklarira kao proizvod te tvrtke (danas kao Boeing pod koji je došao McDonnell Douglas). Tempo uvođenja Apache u operativne postrojbe bio je vrlo brz (s manjim zastojima zbog povremenih prizemljenja cjelokupne flote radi otkrivenih tehničkih pogrešaka), tako da su američke postrojbe samo u Njemačkoj 1990. imale 160 AH-64, a ukupno je do 1993. isporučeno 800 Apachea. Zadnji od 821 Apachea isporučen je američkoj vojsci 30. travnja 1996. a cjelokupna proizvodnja stala je 1997. na 1 040 primjeraka.

### Panama
Priliku za dokazivanje svojih borbenih mogućnosti, AH-64A dobio je u prosincu 1989. tijekom američke invazije Paname u akciji "Just Cause", što je ujedno bilo prvo borbeno djelovanje američkog zrakoplovstva s NVG-om i prvo borbeno ispaljivanje rakete Hellfire. Iako je bilo podosta mehaničkih kvarova, Apache se dokazao kao vrlo kvalitetan borbeni stroj. Primjer tome je jedan od napada na sjedište generala Noriege kada je Apache "ubacio" dva projektila Hellfire u dva odabrana prozora s udaljenosti od 4 km. Tijekom tog sukoba, AH-64A nakupili su 247 borbenih sati te ostvarili 81 % borbenu operativnost. Nekoliko je helikoptera pogođeno lakim pješačkim naoružanjem, uključujući i helikopter koji je imao 23 pogotka i sigurno se vratio u matičnu bazu.

### Irak
Ipak u iračkom sukobu Apache je napokon dobio potvrdu pravog borbenog stroja. Upravo je Apache prvi saveznički ratni stroj koji je ispalio projektile na iračke snage. Osam helikoptera AH-64 pratilo je dva vodeća helikoptera MH-53 PaweLow III u operaciji "Normandija". Zadatak im je bio istodobni napad na dva radarska mjesta u zapadnom Iraku. Oba radarska mjesta uništena su u napadu po četiri AH-64A s raketama Hellfire u vremenu od svega 4,5 minuta. Ovom akcijom, otvoren je koridor širine 32 km kroz koji su nakon svega nekoliko minuta proletjeli prvi avioni F-15 i EF-111 na svega 120 m kako bi uništili fiksne položaje raketa Scud. Ukupna bilanca već poznatih akcija Apachea bila je: više od 800 uništenih tenkova i drugih oklopnih vozila, 500 različitih vozila, 60 bunkera i radarskih položaja, 14 helikoptera, 10 aviona (na zemlji) te nebrojeno topničkog i protuzračnog naoružanja. Ukupno je ispaljeno 2 876 Hellfire raketa, a jedan Apache je oboren pješačkom protuzračnom raketom.
Borbene akcije u operaciji Pustinjska oluja, samo su dokazale da je Apache vrlo ubojiti stroj koji će pridonijeti važnosti borbenog helikoptera u svako ozbiljnije zrakoplovstvo svijeta. Iako su iza sebe ostavili iznimno veliki broj uništenih iračkih snaga i opravdali visoka ulaganja u svoj cjelokupni razvojni projekt, helikopteri AH-64A iznijeli su na vidjelo i svoje negativne strane. Najviše nedostataka očitovalo se zbog neprilagođenosti djelovanja u pustinjskim uvjetima (iz pojedinih helikoptera tijekom čišćenja cijelog trupa izvučeno je i do 45 kg pijeska), pri čemu je dolazilo do znatnih oštećenja lopatica turbine motora kao i oštećenja gorivnih pumpi zbog usisavanja zrnaca pijeska prilikom slijetanja ili polijetanja. Isto tako, s pilotskog stajališta, veliku neugodnost stvarao je pješčani oblak koji se podizao prilikom slijetanja, pri čemu su piloti vrlo često gubili kontakt sa zemljom. Ubrzo se našlo i rješenje za taj problem: pilot je slijetao malom progresivnom brzinom čime se uvijek kretao ispred oblaka prašine - ta tehnika ne bi bila izvediva kod helikoptera sa skijama. Oblak prašine isto tako može otkriti poziciju helikoptera, pri čemu je Apache bio uočljiv s udaljenosti od gotovo 10 kilometara. Rješenje tog problema leži u planiranju djelovanja iznad pogodnijeg terena ili s većih udaljenosti, što pak povlači za sobom ugradnju naprednije avionike. Isto tako, piloti su pokazali prilično nezadovoljstvo prema komunikacijskoj opremi koja je imala prilično mali domet za misije dubljeg prodora iza neprijateljskih linija. Da bi se riješio taj problem, piloti su bili prinuđeni voditi komunikaciju preko SATCOM veze ostvarive preko helikoptera UH-60 ili aviona C-12 i razgovorati posredstvom posade u AWACS zrakoplovima, što je znatno povećavalo radno naprezanje posade često u najkritičnijim situacijama. 

### Kosovo
Upravo je taj, na prvi pogled banalan razlog, bio jedan od čimbenika koji su utjecali na odluku da se AH-64A ne uključe u borbene akcije na Kosovu 1999. jer su za održavanje komunikacije sa zapovjednim mjestom (iznimno važno zbog brzih promjena ciljeva na ratištu) bili potrebni helikopteri UH-60, za koje se smatralo da bi bili vrlo ranjivi iznad Kosova. Takva odluka s razlogom se može smatrati čudnom jer u zračnoj superiornosti kakvu su imali saveznici u toj akciji, kao komunikacijski posrednici mogli su poslužiti i drugi zrakoplovi koji su svoju ulogu u takvim zadaćama već ranije i dokazali (ipak razlog neuključenja Apachea u borbe leži u nedovoljnoj uvježbanosti posade i bojazni od velikih kolateralnih šteta jer su se tenkovi i oklopna vozila JNA skrivali unutar kuća ili u njihovoj neposrednoj blizini). Isto tako, mnogo pilota izgubilo je pouzdanje u sustav javljanja radarskog ozračivanja APR-39, sustav ometanja APR-136 kao i u učinkovitost svesmjernog toplinskog ometača ALQ-144. Tijekom brojnih letova (bilo tijekom trenažnih ili borbenih letova), sustav APR-39 javljao je radarski zahvat nepostojećih zrakoplova ili zemaljskih stanica, zbog čega se događalo da se pak stvarna prijetnja protumači kao još jedan lažan podatak tog sustava. Ipak, najnegativnija pouka dobivena iz operacije Pustinjska oluja, bila je spoznaja da Apache ima naoružanje koje može uništiti cilj na udaljenosti koja je veća od one na kojoj je moguće identificirati i zahvatiti taj isti cilj. Tijekom noćnih zadaća, FLIR prikaz bio je nejasan, tako da se posada morala približiti na svega 3,2 km od cilja kako bi obavila njegovu identifikaciju, no ta udaljenost je znatno unutar envelope učinkovite protuzračne obrane neprijatelja, a i na toj udaljenosti, sam helikopter svojim zvukom odaje poziciju. Isto tako, pojava fratricida bila je za vrijeme tih akcija najveća opasnost koalicijskim snagama. Primjer tome je događaj od 17. veljače 1991., kada je vodeći Apache u formaciji zbog nerazumne identifikacije (uzrok su prije navedena ograničenja FLIR sustava) projektilima Hellfire uništio dva američka oklopna vozila Bradley i M113. Pokazalo se da čak i u uvjetima dobre dnevne vidljivosti, piloti nisu uvijek mogli obaviti pozitivnu identifikaciju svih vozila na udaljenostima iznad 4,8 km. Kao prvo rješenje problema, pristupilo se stvaranju velike zbirke toplinskih snimaka svih vozila koji će biti pohranjeni u računalo helikoptera, ali to je dugotrajan proces i nudi prilično oskudno rješenje. Ono što Apacheu uistinu treba je novi sustav senzora za borbeno djelovanje, a zajedno s još mnogim novim rješenjima bit će ostvareno na novoj uzdanici američke protuoklopne borbe - AH-64D Longbow Apache.

## Korisnici
- Izrael - 46 primjeraka AH-64A od kojih je 16 u programu modernizacije na AH-64D, dok je još nabavljeno 13 primjeraka AH-64D
- Ujedinjeni Arapski Emirati - 30 AH-64A, prvi primjerci pristigli 1993, te su postatli drugi korisnici AH-64
- Saudijska Arabija - 12 AH-64A koji su isporučeni 1993., u postupku modernizacije na AH-64D, kao i namjera kupnje još 12 AH-64D
- Egipat - 35 AH-64A i svi primjerci su u postupku modernizacije na AH-64D
- Grčka - 1995. Grčka je kupila 12 AH-64A i time postala prva europska zemlja koja je nabavila Apache, naknadno nabavljeno još 12 AH-64D Longbow
- Nizozemska - 12 unajmljenih AH-64A od američke vojske i 30 AH-64D od kojih je 6 primjeraka AH-64D od siječnja ove godine namijenjeno za prodaju (svi helikopteri kupljeni u 100 % off-set programu)
- Ujedinjeno Kraljevstvo - 67 WAH-64D Longbow - prvih 8 primjeraka WAH-64D Longbow proizvedeno je u tvornici Boeing u Americi, dok je preostalih 59 po licenci proizvela tvrtka Westland iz Yeovila. Od proizvodnje Apachea u Velikoj Britaniji profitira još 180 drugih tvrtki te je time osiguran posao za prosječno 3000 ljudi godišnje.
- Singapur - 8 AH-64D
- Kuvajt - 16 AH-64D Longbow
- Japan - 13 AH-64D Longbow u narudžbi
- SAD - 741 helikopter (stanje, siječanj 2010.)

## Tehničke karakteristike (AH-64A/D)
Osnovne karakteristike
- posada: 2
- dužina: 17,73 m
- promjer rotora: 14,63 m
- visina: 3,87 m

Letne karakteristike
- najveća brzina: 293 km/h
- ekonomska brzina: 265 km/h
- dolet: 1.900 km
  - borbeni dolet: 480 km
- brzina penjanja: 12,7 m/s
- najveća visina leta: 6.400 m
- motor: 2 turbo-osovinska motora

## Vanjske poveznice
|  | Zajednički poslužitelj ima stranicu o temi AH-64 Apache    |
|  | Zajednički poslužitelj ima još gradiva o temi AH-64 Apache |